# Cadre-45/2-Weltmeisterschaft 1935

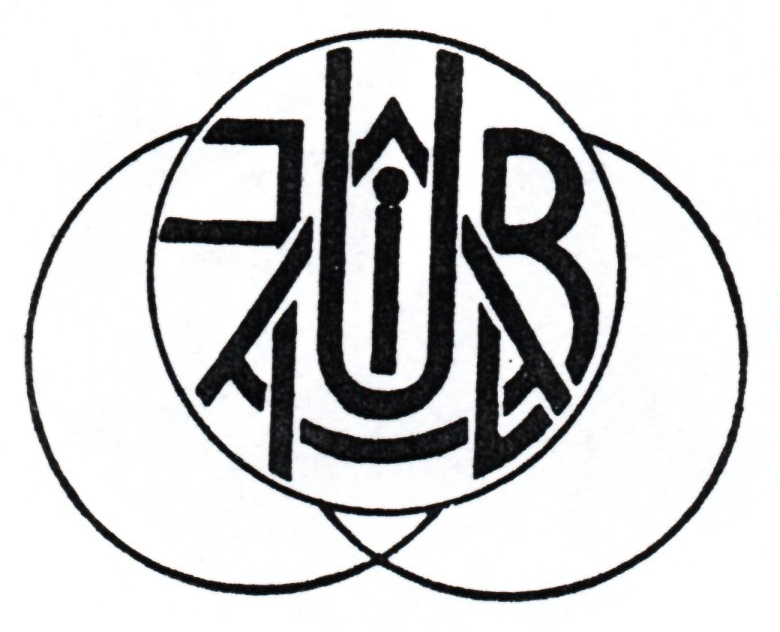
Logo UIFAB (ausrichtender Verband)

Veranstaltungsort: Montpellier

Die Cadre-45/2-Weltmeisterschaft 1935 war die 28. Weltmeisterschaft, die bis 1947 im Cadre 45/2 und ab 1948 im Cadre 47/2 ausgetragen wurde. Das Turnier fand vom 1. bis zum 5. März 1935 in Montpellier statt. Es war die 20. Cadre 45/2 Weltmeisterschaft in Frankreich.

## Geschichte
Nach Turnierende hatten Jacques Davin und Jean Albert jeweils 14:2 Matchpunkte. Nach den damaligen Statuten musste eine Stichpartie über den Sieger entscheiden.
Bei seiner zweiten Cadre 45/2 Weltmeisterschaft, nach 1928 in Marseille, wurde der Franzose  Jacques Davin in Montpellier Weltmeister vor seinem Landsmann Jean Albert.

## Turniermodus
Es wurde im Round Robin System bis 400 Punkte gespielt. Bei MP-Gleichstand (außer bei Punktgleichstand beim Sieger) wird in folgender Reihenfolge gewertet:
1. MP = Matchpunkte
2. GD = Generaldurchschnitt
3. HS = Höchstserie

## Abschlusstabelle
| MP    | Match Points (Sieger = 2; Unentschieden = 1; Verlierer = 0) |
| Pkte. | Erzielte Karambolagen                                       |
| Aufn. | Benötigte Versuche                                          |
| GD    | Generaldurchschnitt                                         |
| BED   | Bester Einzeldurchschnitt eines Spielers                    |
| HS    | Höchstserie                                                 |
|       | Bester GD des Turniers                                      |
|       | Bester ED des Turniers                                      |
|       | Beste HS des Turniers                                       |
|       | 1. Platz (Gold)                                             |
|       | 2. Platz (Silber)                                           |
|       | 3. Platz (Bronze)                                           |

| Platz                                        | Name            | MP   | Pkte. | Aufn. | GD    | BED   | HS  |
| -------------------------------------------- | --------------- | ---- | ----- | ----- | ----- | ----- | --- |
| 1                                            | Jacques Davin   | 14:2 | 3091  | 130   | 23,77 | 50,00 | 148 |
| 2                                            | Jean Albert     | 14:2 | 3031  | 163   | 18,59 | 28,57 | 221 |
| 3                                            | Théo Moons      | 12:4 | 2811  | 151   | 18,61 | 25,00 | 168 |
| 4                                            | Constant Côte   | 10:6 | 2705  | 177   | 15,28 | 28,57 | 106 |
| 5                                            | Jan Sweering    | 10:6 | 2785  | 189   | 14,73 | 28,57 | 116 |
| 6                                            | Piet de Leeuw   | 5:11 | 2367  | 156   | 15,17 | 33,33 | 128 |
| 7                                            | Joaquín Domingo | 4:12 | 1972  | 181   | 10,89 | 12,90 | 74  |
| 8                                            | Ernst Reicher   | 3:13 | 2344  | 197   | 11,89 | 17,39 | 117 |
| 9                                            | Francois Frère  | 0:16 | 1614  | 170   | 9,49  | –     | 94  |
| Turnierdurchschnitt: 15,00                   |                 |      |       |       |       |       |     |
| Stichpartie                                  |                 |      |       |       |       |       |     |
| -                                            | Jacques Davin   | 2:0  | 400   | 22    | 18,18 | 18,18 | 67  |
| -                                            | Jean Albert     | 0:2  | 340   | 22    | 15,45 | –     | 74  |
| nach Stichpartie                             |                 |      |       |       |       |       |     |
| 1                                            | Jacques Davin   | 16:2 | 3491  | 152   | 22,96 | 50,00 | 148 |
| 2                                            | Jean Albert     | 14:4 | 3371  | 185   | 18,22 | 28,57 | 221 |
| Turnierdurchschnitt: 15,07 (mit Stichpartie) |                 |      |       |       |       |       |     |